# Triaise de Rodez
 (mars 2023).
Triaise ou Trojécie (Poitiers, Haut Moyen âge - Rodez) est une femme chrétienne, recluse puis pèlerine en Aquitaine, qui vécut à une époque incertaine du Haut Moyen Âge. Elle est vénérée comme sainte par l'Église catholique et fêtée localement le 8 juin (en Rouergue) ou le 16 août (dans le Poitou),. La tradition, au moins depuis les travaux des bollandistes, a peut-être confondu deux saintes distinctes, l'une recluse à Poitiers et l'autre pèlerine en Aquitaine.

## Biographie
Triaise serait née à Poitiers et se serait consacrée très jeune à la vie religieuse, en se livrant à la prière et la pénitence. Ayant d'abord vécu comme recluse, elle aurait ensuite fait vœu de visiter toutes les églises d'Aquitaine et entrepris pour ce faire un long pèlerinage. Après avoir visité des centaines d'églises, elle atteint Rodez (Aveyron) ; affaiblie et malade, elle s'arrête à l'église de Saint Esteve et y rend l'âme.

## Vénération
Elle est enterrée au lieu même où elle est morte, et bientôt des miracles s'y produisent et sont attribués à son intercession. Elle commence alors à être vénérée comme sainte. Le temps a cependant fait oublier le lieu de sa sépulture et son culte faillit se perdre, jusqu'à ce qu'en 1698, l'évêque Philippe de Lusignan retrouve les restes de la sainte. Le crâne est placé dans un reliquaire d'ivoire et les restes sont portés à la cathédrale de la ville, où ils sont aujourd'hui.

## Confusion des hagiographes
Les jésuites bollandistes qui ont rédigé les notices faisant autorité sur la vie des saints, et qui étaient à l'époque les plus rigoureuses, ont probablement confondu deux saintes distinctes (et même à l'activité diamétralement opposée) : une sainte Trojécie morte à Rodez après un long pèlerinage à une date inconnue, et une sainte Triaise recluse à Poitiers ; cette dernière, d'après Les Vies des Saints de l'Eglise de Poitiers de l'abbé Auber, serait bien morte à Poitiers à 25 ans, sans avoir quitté sa réclusion.